# Rendição e reconcessão
Rendição e reconcessão consistiu no mecanismo legal pelo qual a ilha da Irlanda foi convertida de uma estrutura de poder enraizada em clãs familiares e lealdades de parentesco, num sistema semifeudal sob o controle nominal da Coroa de Inglaterra durante a Reconquista Tudor no período de 1540-1603. A intenção consistia em envolver os clãs na entidade política inglesa e garantir suas propriedades sob a lei inglesa ao invés do tradicional sistema da antiga lei irlandesa (Lei Gaélica).

## Política
A lei de Rendição e Reconcessão foi dirigida pelo rei Henrique VIII (governou 1509-47) numa oferta para estender e assegurar seu controle sobre a ilha da Irlanda. Esta política foi colocada em prática no seguimento da Rebelião Geraldina (1535-39) e da posterior criação do Reino da Irlanda em 1541-42. Os terratenentes gaélicos foram ativamente encorajados a ceder ("render") suas terras ao rei e voltar a recuperá-las em concessão se lhe jurassem lealdade. Esperava-se que aqueles que se rendessem falassem inglês, vestissem roupas inglesas ou de estilo inglês, se mantivessem leais à coroa, pagassem um imposto específico e seguissem suas leis e costumes. Através desta mudança seriam protegidos de ataques e poderiam entrar no Parlamento Irlandês.
A iniciativa da rendição e reconcessão lançou-se em 1540 sob o novo governador da Irlanda, Anthony St. Leger, cuja ideia consistia em transformar e assimilar a Irlanda gaélica a algo similar à política e sistema constitucional de Inglaterra.
Alguns dos clãs que participavam no processo eram os O'Neill de Tir Eoghain que foram nomeados os Condes de Tyrone e como tais se sentavam na Casa (Câmara) dos Lordes Irlandesa desde 1542. Em 1543 os O'Brien de Thomond foram nomeados Lordes de Inchiquin. Os Mac Aonghusa e os Magennis do Condado de Down foram nomeados Cavaleiros, e os O'Byrne de Wicklow, Kavanaghs (Lordes Balyan), os O'Donnell de Donegal e os FitzPatricks de Ossory (Lordes de Castletown) foram outros dos que aceitaram o sistema. No entanto, outros clãs como os O'Mores de Laois e os MacMahons de Monaghan não o fizeram. O chefe dos O'Donnel foi brevemente nomeado Conde em 1603-07.
Muitos dos chefes dos clãs reconcedidos permaneceram católicos, depois da divisão geral entre Inglaterra e Roma em 1570, o qual significava que sua nova situação legal permanecia ainda tangencial (i.e. precária) aos olhos dos oficiais conformistas.